# Badanie pilotażowe
Badanie pilotażowe, również pilotaż lub pilotaż badań – wstępne badanie przeprowadzane przed rozpoczęciem głównego badania naukowego. Jego celem jest weryfikacja zaplanowanej procedury badawczej, w tym doboru badanych osób, zastosowanych wskaźników zmiennych oraz narzędzi badawczych. Badanie pilotażowe ma na celu identyfikację potencjalnych problemów i nieścisłości, które mogą pojawić się w trakcie głównego badania, co pozwala na ich usunięcie jeszcze przed rozpoczęciem właściwego badania. Ma szczególne znaczenie w przypadku dużych, kosztownych i czasochłonnych projektów badawczych, ponieważ pozwala na minimalizację ryzyka niepowodzenia i zapewnienie wysokiej jakości uzyskanych wyników. 

## Rodzaje badań pilotażowych
Badania pilotażowe dzieli się na dwa główne rodzaje: badania złożone i badania zróżnicowane, które różnią się celem i zakresem sprawdzanych aspektów procesu badawczego.. 

### Złożone badanie pilotażowe[2]
Złożone badanie pilotażowe to rozbudowana forma pilotażu, która koncentruje się na pełnej ocenie adekwatności i rzetelności metody badawczej na wszystkich etapach procesu badawczego. Jego celem jest szczegółowa analiza i testowanie zaplanowanych procedur, narzędzi oraz metod badawczych, aby upewnić się, że są one odpowiednie do analizowanego problemu badawczego. Za pomocą złożonego badania pilotażowego można sprawdzić:
- Adekwatność metody badawczej w kontekście problemu badawczego na różnych etapach badania, w tym w fazie formułowania problemu badawczego, gromadzenia danych, analizy oraz interpretacji wyników.
- Rzetelność metody badawczej, czyli powtarzalność i stabilność wyników uzyskanych przy jej zastosowaniu, co zapewnia wiarygodność badania głównego.

### Zróżnicowane badanie pilotażowe[2]
Zróżnicowane badanie pilotażowe koncentruje się na weryfikacji bardziej szczegółowych, praktycznych elementów planowanego badania. Obejmuje głównie testowanie pytań zawartych w kwestionariuszu, rodzaju badania oraz instrukcji dla respondentów. 
Za pomocą zróżnicowanego badania pilotażowego można sprawdzić: 
- Adekwatność rodzaju badania (np. ankieta, sondaż, wywiad), w tym przeprowadzanie badania w różnych warunkach (np. w domu lub w miejscu pracy).
- Poprawność pytań w kwestionariuszu pod kątem zrozumiałości, jednoznaczności i reakcji respondentów.
- Przejrzystość instrukcji dla respondentów, aby zapewnić jasność i łatwość w ich przestrzeganiu podczas głównego badania.

## Cele badań pilotażowych
Główne cele badań pilotażowych obejmują: 
1. Potwierdzenie przydatności narzędzi badawczych – weryfikacja, czy zaplanowane narzędzia badawcze są odpowiednie i skuteczne w kontekście analizowanego problemu badawczego.
2. Selekcja i ocena informacji – proces selekcji istotnych danych, odrzucenie mniej istotnych lub nieistniejących w danej populacji, a także koncentracja na kluczowych cechach, które mają wpływ na badanie.
3. Testowanie kwestionariusza – ocena poprawności pytań zawartych w kwestionariuszu pod kątem zrozumiałości i eliminowania potencjalnych problemów, które mogą pojawić się podczas udzielania odpowiedzi przez respondentów.
4. Określenie czasu trwania badania – Ustalenie czasu, jaki jest potrzebny do przeprowadzenia badania, oraz określenie optymalnej wielkości próby.
5. Ocena kosztów – określenie kosztu jednostkowego pomiaru i oszacowanie całkowitego budżetu badania, co pomaga w planowaniu zasobów niezbędnych do przeprowadzenia badania głównego.

## Rodzaje danych w badaniu pilotażowym
Badanie pilotażowe dostarcza dwóch rodzajów danych:
- Dane jakościowe – zbierane głównie w celu oceny reakcji respondentów na pytania oraz sprawdzenia, czy rozumieją oni pytania kwestionariusza. Często zbierane na próbce celowo dobranej, reprezentującej typowe cechy badanej populacji.
- Dane ilościowe – dotyczą zmienności badanych zjawisk, zwykle zbierane na losowej próbie, aby oszacować zakres i poziom zmienności.

## Metody badań pilotażowych
1. Pilotaż konwencjonalny – jest to forma testowania narzędzi badawczych realizowana na małej próbce, najczęściej nielosowej (kilka–kilkadziesiąt osób). Badanie przeprowadza się w warunkach zbliżonych do badania głównego, a po zakończeniu ankieterzy raportują problemy (ustnie lub pisemnie) związane z pytaniami kwestionariusza[3].
2. Pilotaż pogłębiony – bardziej zaawansowany etap testowania projektu lub rozwiązania, który pozwala na szczegółową analizę jego działania w warunkach rzeczywistych, na większą skalę i przez dłuższy czas, identyfikując ukryte problemy i optymalizując wdrożenie[3].
3. Wywiad kognitywny – metoda polegająca na zbieraniu dodatkowych wypowiedzi od respondentów związanych z ich odpowiedziami na pytania kwestionariusza. Umożliwia to uzyskanie informacji na temat procesów poznawczych zachodzących u respondentów pod wpływem pytań, co pozwala ocenić pytania z ich perspektywy i poprawić je w przyszłości[3].